# نيكول كورسيل
نيكول كورسيل (بالفرنسية: Nicole Courcel)‏ (مواليد 21 أكتوبر 1931 - 25 يونيو 2016)، هي ممثلة فرنسية بدأت مسيرتها الفنية عام 1947. والتي حققت شهرتها خلال الخمسينات والستينات في فرنسا.

## وصلات خارجية
- نيكول كورسيل على موقع IMDb (الإنجليزية)
- نيكول كورسيل على موقع روتن توميتوز (الإنجليزية)
- نيكول كورسيل على موقع ألو سيني (الفرنسية)
- نيكول كورسيل على موقع أول موفي (الإنجليزية)
- نيكول كورسيل على موقع قاعدة بيانات الأفلام السويدية (السويدية)
- نيكول كورسيل على موقع قاعدة بيانات الفيلم (الإنجليزية)
- نيكول كورسيل على موقع كينوبويسك (الروسية)